# Surgold

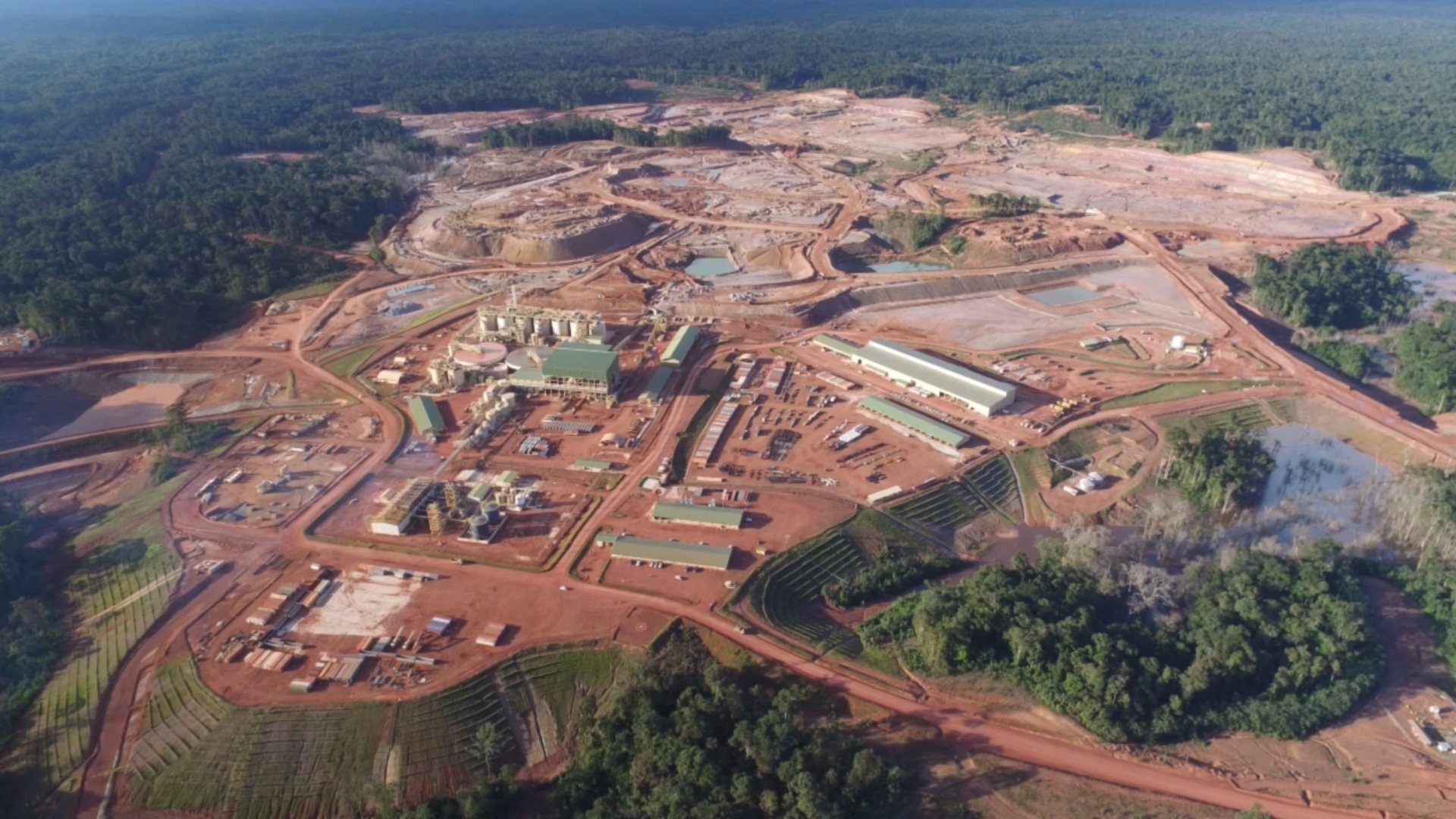
Newmont-mijn in 2019

Surgold of voluit Suriname Gold Company is een project van Newmont Mining en de Surinaamse Staat om goudvelden op zo’n 60 kilometer ten zuiden van Moengo in ontwikkeling te brengen. De mijn staat bekend als Merian-goudmijn en de productie startte in oktober 2016.

## Project
Na vele jaren van onderzoek besloot Newmont Mining in juli 2014 het goud te gaan winnen bij Moengo in het oosten van Suriname. Een aparte onderneming werd hiervoor opgezet, Surgold, waarin de Staat indirect een belang heeft genomen. Het staatsbedrijf Staatsolie Maatschappij Suriname N.V. neemt als stille vennoot voor 25% deel in alle kosten en opbrengsten. In november 2014 betaalde Staatsolie US$ 83 miljoen aan Surgold. Dit is haar 25% aandeel in de voorbereidingskosten die Surgold heeft gemaakt van 2004 tot en met augustus 2014.
Na deze transactie is de Merian-goudmijn voor 75% in handen van Newmont Suriname, die voorheen bekend stond als Suriname Gold Company. Newmont Suriname is voor 100% in handen van Newmont Mining Corporation. De overige 25% van de aandelen is in handen van Staatsolie Maatschappij Suriname.
De mijn is in oktober 2016 in productie gekomen. Het aandeel van Newmont Suriname in de goudreserve is getaxeerd op 4,2 miljoen  ounces per jaareinde 2016. Voor een periode van zo'n 14 jaar kan er goud worden geproduceerd. Voor de eerste vijf jaar wordt een gemiddelde productie verwacht van 400.000 tot 500.000 ounces, en over de gehele levensduur van de mijn wordt gemiddeld 300.000 tot 400.000 ounces per jaar verwacht. Omgerekend is 400.000 ounces zo'n 12.500 kilogram. Dit is een significante stijging voor het land, in 2013 werd in Suriname in totaal zo'n 35.000 kilogram goud geproduceerd.
De dagbouwmijn vergt een investering van US$ 900 tot 1 miljard. Tijdens de bouw zullen er 2300 mensen werken en eenmaal in productie zal dit aantal dalen naar zo’n 1300. In 2018 werd het goud gewonnen in twee open putten, Merian 2 en Maraba. Maraba is in januari 2018 gereed gekomen en een derde put wordt in 2021 geopend.
| Jaar | Productie (ounces, 100%) | waarvan aandeel Suriname | Kosten goudwinning (per ounce goud) |
| ---- | ------------------------ | ------------------------ | ----------------------------------- |
| 2016 | 104.000                  | 26.000                   | US$ 344                             |
| 2017 | 513.000                  | 128.000                  | US$ 544                             |
| 2018 | 534.000                  | 134.000                  | US$ 627                             |
| 2019 | 524.000                  | 131.000                  | US$ 689                             |
| 2020 | 461.000                  | 115.000                  | US$ 813                             |
| 2021 | 437.000                  | 109.000                  | US$ 895                             |